# Santiaguito de Velázquez
Santiaguito de Velázquez es una localidad del estado mexicano de Jalisco. Es parte del municipio de Arandas.

## Demografía
| Gráfica de evolución demográfica |
|                                  |

| Censo | Población |
| ----- | --------- |
| 1900  | 163       |
| 1910  | 207       |
| 1921  | 164       |
| 1930  | 265       |
| 1940  | 250       |
| 1950  | 183       |
| 1960  | 598       |
| 1970  | 382       |
| 1980  | 705       |
| 1990  | 1 062     |
| 2000  | 990       |
| 2010  | 1 111     |
| 2020  | 1 038     |